# 제인 캐즈매럭
제인 프랜시스 캐즈매럭(영어: Jane Frances Kaczmarek, 영어 발음: /kæzˈmærək/, 1955년 8월 21일~)은 미국의 배우이다.

## 출연 작품

### 영화
- 지옥의 7인 (1983)
- 폴링 인 러브 (1984)
- 마법의 이중주 (1988)
- 죽음의 카운트다운 (1988)
- 체임버 (1996)
- 플레전트빌 (1998)
- 기동순찰대 (2017)

### 텔레비전
- 레밍턴 스틸 (1983)
- 로앤오더: 범죄 전담반 (1994)
- L.A. 로 (1994)
- 파티 오브 파이브 (1995-99)
- 천사의 손길 (1996)
- 시빌 (1996-97)
- 프레이저 (1996-97)
- 더 프랙티스 (1997)
- 펠리시티 (1999)
- 말콤네 좀 말려줘 (2000-06)
- 심슨 가족 (2001-22) - 목소리
- 휘트니 (2011-12)
- 헤크 패밀리 (2012-13)
- 제이크와 네버랜드 해적들 (2012-15) - 목소리
- 로앤오더: 성범죄전담반 (2013)
- 피니와 퍼브 (2014)
- 펜 제로: 파트타임 히어로 (2015) - 목소리
- 빅뱅 이론 (2016)
- 디스 이즈 어스 (2018)
- 트롤: 춤과 노래는 계속된다! (2019) - 목소리
- 엿보는 자들의 밤 (2023)